# Trimetro giambico
Il trimetro giambico è un verso della poesia greca e latina formato da tre metri, o sizigie, ciascuno formato a sua volta da due piedi giambici. 
Di tale verso esistono tre varianti metriche principali: il trimetro giambico acataletto (o forma normale), il trimetro giambico catalettico e il trimetro giambico "zoppo" o scazonte, o coliambo (ipponatteo). 
Caratteristica del trimetro è la sua versatilità: verso eponimo della poesia giambica, utilizzato nell'epigramma, è il principale metro parlato della tragedia, della commedia e del dramma satiresco, ma compare anche come verso cantato nelle parti liriche del dramma e nella lirica corale.

## Trimetro giambico acataletto

### Caratteristiche generali
Il trimetro giambico, nella sua forma pura, si presenta con lo schema:
Tale forma però è rara e nel trimetro il piede giambico può essere sostituito con uno spondeo (lunga irrazionale), un tribraco, un anapesto, o un dattilo (questi piedi, però, mantengono il ritmo ascendente del giambo): la quantità e il tipo di sostituzioni ammesse varia in maniera significativa a seconda del genere a cui il giambo appartiene.
Verso di una certa estensione, il giambo presenta in genere (ma non sempre), una cesura. Le pause più frequenti sono:
- pentemimera, o semiquinaria, dopo il quinto mezzo piede: ∪ — ∪ — | ∪ || — ∪ — | ∪ — ∪ — (è la più comune). Es. Εἴθ' ὤφελ' Ἀργος μὴ διαπτάσθαι σκάφος (Euripide, Medea, 1)
- eftemimera, o semisettenaria, dopo il settimo mezzo piede: ∪ — ∪ — | ∪ — ∪ || — | ∪ — ∪ — Es. Ὦ κοινὸν αὐτάδελφον Ἰσμήνής κάρα (Sofocle, Antigone, v.1)
- cesura mediana, dopo il terzo piede (non frequentissima): ∪ — ∪ — | ∪ — || ∪ — | ∪ — ∪ — Es. Πεζῷ παραγγείλας ἄφαρ στρατεύματι

Il trimetro giambico possiede anche uno zeugma, il cosiddetto "ponte di Porson" (dal nome del filologo che lo scoprì). Tale ponte prevede che se l'ultima parola del verso o l'ultimo gruppo di parole, presenta la forma di un cretico (—  ∪ —) la sillaba precedente (la quart'ultima) non può essere lunga a meno che non si tratti di una parola monosillabica, o altrimenti formulato, se l'ultima sizigia inizia con una sillaba lunga, questa non si deve trovare a fine di parola. L'applicazione di questa legge è variabile a seconda del genere letterario in cui il trimetro è impiegato.

### Il trimetro della commedia
Il trimetro della commedia si distingue per la libertà di trattamento. Sue caratteristiche principali sono:
1. lo zeugma di Porson è spesso trascurato;
2. le sostituzioni con un dattilo o un anapesto sono ammesse in tutte le posizioni, tranne nell'ultimo piede, (il dattilo è escluso anche dal secondo e quarto piede);
3. gli anapesti strappati, o spezzati (anapesti cioè le cui due brevi iniziali appartengono a due parole diverse), in genere evitati, si incontrano non di rado in Aristofane; Menandro li ammette più raramente.
4. non c'è limitazione al numero di sostituzioni del giambo con un dattilo o un tribraco nel verso; e caso unico tra tutti i generi che usano il trimetro giambico, nella commedia si incontra anche la sostituzione con il proceleusmatico, sebbene rara;
5. il verso può essere diviso in varie battute praticamente senza restrizione;
6. i versi senza pausa interna non sono infrequenti.

Esistono poi scarti d'uso tra Aristofane e Menandro. Nel primo, gli anapesti sono più frequenti, mentre il secondo, che mira ad una maggiore aderenza del verso alla lingua parlata, è ancora più libero nell'uso delle pause; e spesso non fa coincidere la struttura del periodo con la struttura metrica, cosa che avviene invece nel poeta più antico.

### Il trimetro del dramma satiresco
Il trimetro del dramma satiresco, come il genere a cui appartiene, si pone in posizione intermedia tra quello della commedia e della tragedia: più libero di quest'ultima, ma più regolato rispetto alla prima. Le infrazioni al ponte di Porson sono più frequenti che nella tragedia, il verso è spezzato più spesso tra attori diversi, la sillaba lunga del piede è risolta in due brevi più facilmente, e l'anapesto "strappato" non è sempre evitato.

### Il trimetro della tragedia
Un maggiore rigore è la caratteristica dei trimetri della tragedia, anche se esistono scarti significativi tra un autore tragico e l'altro. In particolare, si può osservare:
1. Il ponte di Porson è osservato rigorosamente; le poche eccezioni per lo più sono solo apparenti
2. La risoluzione delle sillabe lunghe in due brevi è meno usuale. Il dattilo non si incontra mai nel quinto piede; il tribraco vi è raro, l'anapesto è impiegato solo per i nomi propri, con l'eccezione del primo piede; non è invece mai ammesso nell'ultimo piede. Al contrario, la sostituzione del giambo con uno spondeo è molto frequente (sono rari i versi in cui ciò non avviene almeno una volta). In generale, Euripide ammette un maggior numero di soluzioni rispetto a Sofocle e a Eschilo.
3. L'anapesto, quando impiegato, coincide sempre con una parola tri- o polisillabica; l'anapesto "strappato" è sempre evitato.
4. Di norma, in un dattilo o in tribraco, le due sillabe brevi nate dalla soluzione di una sillaba lunga devono appartenere alla stessa parola, a meno che la prima sillaba breve non sia rappresentata da un monosillabo.
5. Eschilo evita la distribuzione di un verso in più battute (o ἀντιλαβαί); più tardi, le ἀντιλαβαί si incontrano più volte in Sofocle ed Euripide, ma la ripartizione delle battute di norma coincide con la pausa metrica
6. I versi privi di cesura o dieresi sono rarissimi.
7. In casi eccezionali (per lo più nomi propri che non si adattano allo schema giambico) un metro può subire anaclasi (da monometro giambico ∪ — ∪ — si passa a un coriambo — ∪ ∪ —

A parte rispetto ai tragici del V secolo a.C. si colloca l'Alessandra di Licofrone, la cui struttura è quella di una lunghissima "rhesis angeliké" (o discorso del messaggero), in cui il virtuosismo dell'autore si dichiara anche nella metrica: su 1474 trimetri, non ci sono che una ventina di soluzioni.

### Il trimetro dei giambografi
In questa categoria si incontrano i trimetri più antichi che si conoscano; e la loro forma in genere  è la più pura. Si nota in particolare (tenendo conto dello stato frammentario in cui questi autori ci sono noti) che:
1. il ponte di Porson è sempre rispettato;
2. la risoluzione delle sillabe lunghe è rara e mai più di una volta per verso;
3. i trimetri puri sono più frequenti che nei tragici,
4. le risoluzioni sono ammesse solo per parole di una certa lunghezza che contengono un accumulo di sillabe brevi
5. la cesura o la dieresi sono sempre presenti

Gli autori di epigrammi seguono da vicino il modo dei giambografi: in generale, il trimetro degli autori tardoantichi è più rigoroso di quello degli autori del V secolo a.C.

## Trimetro giambico catalettico
Il trimetro giambico catalettico (schema ∪ — ∪ — |∪ — ∪ — |∪ — ∪ ∧), rimonta anch'esso, come uso, all'età arcaica, e lo si incontra sia nei giambografi che nei lirici.
Alcmane lo impiegò katà stíchon; Archiloco lo usa come secondo verso in un epodo; più tardi si incontra in periodi o strofe giambiche o eolo-coriambiche; il metro è impiegato anche nell'epigramma ellenistico.
Es. Πολλὴν κατ' ἀχλὺν ὀμμάτων ἔχευεν (Archiloco, fr. 103 B)

## Trimetro giambico scazonte
Il trimetro giambico scazonte ("zoppo") o coliambo o ipponatteo, deve il suo nome alla sua particolare struttura metrica, così composta:
Nell'ultimo piede il giambo è sostituito con un trocheo, provocando una brusca inversione metrica che fa "zoppicare" il verso. L'introduzione di questo verso è attribuita dalla tradizione antica ad Ipponatte, e per questo viene anche chiamato "ipponatteo"; dopo di lui, fu usato da molti poeti, soprattutto in età ellenistica (Eronda e Callimaco tra gli altri).
Es. Ἀκούσαθ' Ἱππώνακτος· οὐ γὰρ ἀλλ' ἥκω (Ipponatte, fr. 13 B.)
Quando il quinto piede è spondaico, l'effetto di rottura ritmica è ancora più forte e il trimetro viene definito ischiorrogico (ossia "dalle anche spezzate"): l'introduzione di questo tipo di verso è attribuito ad Ananio, ma si trova già nei frammenti di Ipponatte.
In generale, le soluzioni dello scazonte sono più numerose che nel trimetro giambico acataletto degli scrittori di giambi.

## Osservazioni
- Del trimetro giambico esiste anche una forma ipercatalettica (∪ — ∪ — |∪ — ∪ — |∪ — ∪ —| —): esso saltuariamente compare nelle strofe o nei sistemi lirici, soprattutto nei dattilo-epitriti.
- Il trimetro giambico, sebbene verso prevalentemente recitato, compare anch'esso nei metri lirici, giambici, eolo-coriambii, o dattilo epitriti. In tal caso, come per gli altri metri lirici, le forme sincopate non sono infrequenti.

## Il trimetro giambico nella poesia latina
Verso tra i più importanti e prestigiosi della poesia greca, il trimetro giambico fu presto introdotto a Roma. Nella commedia di età arcaica, il suo equivalente è il senario giambico, che per alcuni aspetti si discosta dal modello greco.
Il modello dei giambografi arcaici e degli scrittori ellenistici fu ripreso invece da Catullo, che utilizzò a più riprese, per le sue nugae, tanto il coliambo (ad es. il famoso Miser Catulle, desinas ineptire) che il trimetro giambico acataletto, non disdegnando anche tour de force metrici di gusto molto alessandrino (ad es. il carme n. 4, "Phaselus ille, quem videtis, hospites). Dopo di lui, Orazio utilizzò questi metri nei suoi epodi, e Marziale negli epigrammi; e il trimetro è anche adottato da Seneca per le sue tragedie, secondo una struttura molto più regolare rispetto a quella del senario giambico arcaico.